# Liste des maires d'Étampes
La liste des maires d'Étampes présente la liste des maires de la commune française d'Étampes, située dans le département de l'Essonne en région Île-de-France.

## L'Hôtel de ville

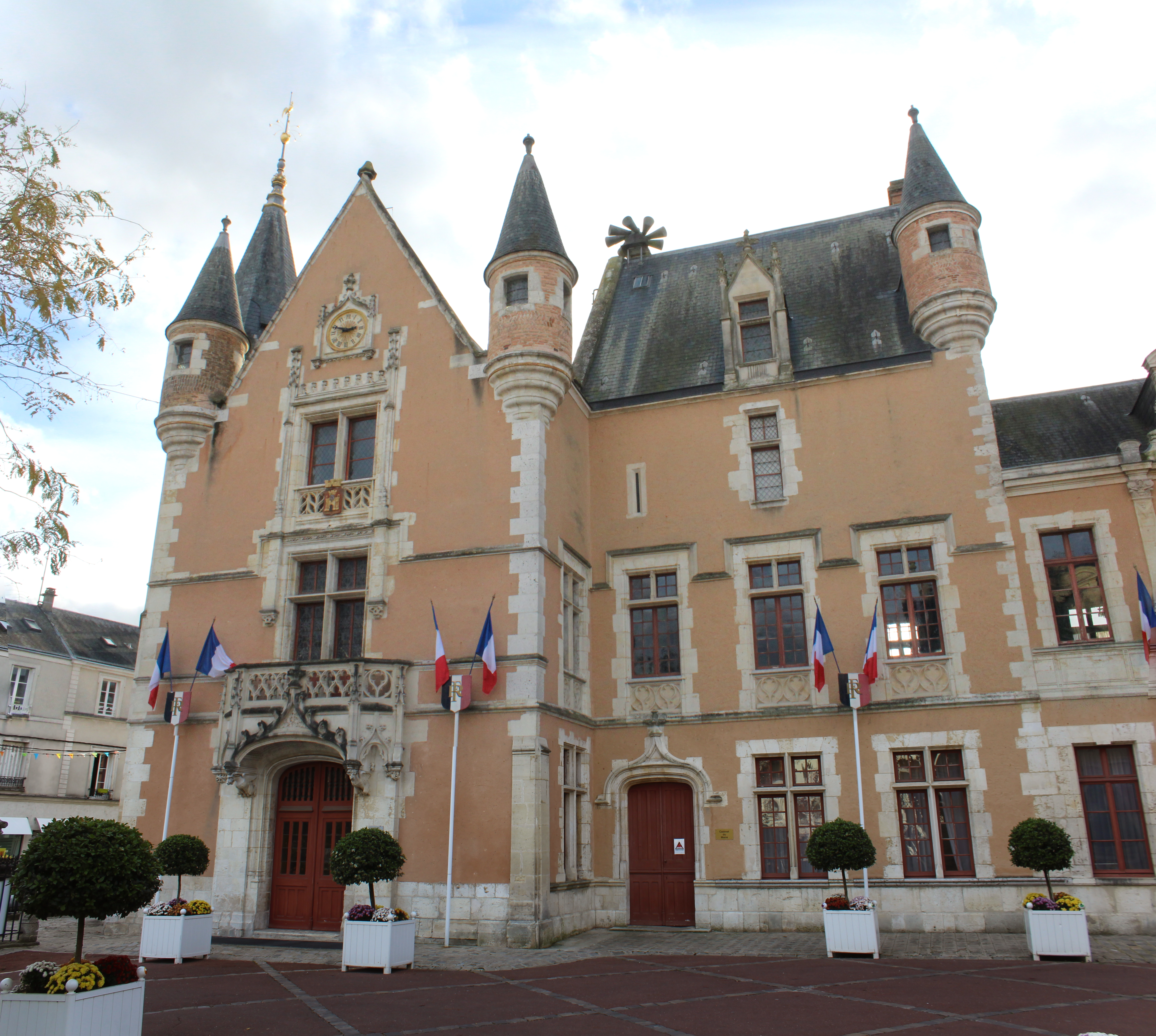
L'hôtel de ville.

## Liste des maires

### Sous l'Ancien Régime
| Période                                  | Période | Identité                                                 | Étiquette | Qualité                              |
| ---------------------------------------- | ------- | -------------------------------------------------------- | --------- | ------------------------------------ |
| Les données manquantes sont à compléter. |         |                                                          |           |                                      |
| 1510                                     | 1512    | Pierre Delamarre                                         |           |                                      |
| 1512                                     | 1514    | Guillaume Texier                                         |           |                                      |
| Les données manquantes sont à compléter. |         |                                                          |           |                                      |
| 1518                                     | 1539    | Jehan de Villette                                        |           | Avocat fiscal au bailliage d’Étampes |
| 1539                                     | 1551    | Jean Guettard                                            |           |                                      |
| 1551                                     | 1555    | Jean Chandoux                                            |           |                                      |
| 1555                                     | 1558    | Ferry Alleaume                                           |           |                                      |
| 1558                                     | 1562    | Jean Chandoux                                            |           |                                      |
| 1562                                     | 1567    | Philippe Cormereau                                       |           |                                      |
| 1567                                     | 1573    | Claude Paulmier                                          |           |                                      |
| 1573                                     | 1575    | Simon Delorme                                            |           |                                      |
| 1575                                     | 1583    | Jean Houy                                                |           |                                      |
| 1583                                     | 1587    | Étienne Poignard                                         |           |                                      |
| 1587                                     | 1591    | Guillaume Vincent                                        |           |                                      |
| 1591                                     | 1595    | Thomas Guettard                                          |           |                                      |
| 1595                                     | 1600    | Claude Hamoys                                            |           |                                      |
| 1600                                     | 1606    | Pierre Poinvillé                                         |           |                                      |
| 1606                                     | 1608    | Jean Hersant                                             |           |                                      |
| 1608                                     | 1613    | Louis Levassor                                           |           |                                      |
| 1613                                     | 1619    | Jean Hardy                                               |           |                                      |
| 1619                                     | 1623    | Pierre Legendre                                          |           |                                      |
| 1623                                     | 1627    | Simon Chauvin                                            |           |                                      |
| 1627                                     | 1632    | Léon Laurault                                            |           |                                      |
| 1632                                     | 1634    | Pierre Baron                                             |           |                                      |
| 1634                                     | 1636    | Jean Cuisenier                                           |           |                                      |
| 1636                                     | 1637    | Michel Plumet                                            |           |                                      |
| 1637                                     | 1641    | Pierre Guyot                                             |           |                                      |
| 1641                                     | 1645    | Gédéon Duplessis                                         |           |                                      |
| 1645                                     | 1648    | Jacques Bourdon                                          |           |                                      |
| 1648                                     | 1651    | Jacques Levassor                                         |           |                                      |
| 1651                                     | 1653    | Pierre Baron                                             |           |                                      |
| 1653                                     | 1658    | Gabriel de Bry                                           |           |                                      |
| 1658                                     | 1662    | François César Prouvensal                                |           |                                      |
| 1662                                     | 1664    | Thomas Migault                                           |           |                                      |
| 1664                                     | 1667    | Jean Alleaume                                            |           |                                      |
| 1667                                     | 1670    | René Hemard                                              |           |                                      |
| 1670                                     | 1687    | Sébastien Bredet                                         |           |                                      |
| 1687                                     | 1690    | Gabriel Debry                                            |           |                                      |
| 1690                                     | 1693    | François René Prouvensal                                 |           |                                      |
| 1693                                     | 1723    | Jean-Jacques Manet et Gabriel Pichonnat                  |           |                                      |
| 1723                                     | 1727    | Louis Marin Leroy de Gomberville                         |           |                                      |
| 1727                                     | 1735    | Laurent François Le Petit                                |           |                                      |
| 1727                                     | 1753    | Louis Marin Leroy de Gomberville                         |           |                                      |
| 1753                                     | 1755    | Martin d'Aumont                                          |           |                                      |
| 1755                                     | 1759    | Claude Bernard Anquetin de la Chapelle                   |           |                                      |
| 1759                                     | 1769    | Louis Claude Hochereau                                   |           |                                      |
| 1769                                     | 1772    | Jean Marc Sergent, Philippe Poussin et Jacques Hochereau |           |                                      |
| 1772                                     | 1774    | Claude Bernard Anquetin de la Chapelle                   |           |                                      |
| 1774                                     | 1776    | Jean-Marc Sergent                                        |           |                                      |
| 1776                                     | 1787    | Jacques Hochereau des Grèves et des Genêts               |           |                                      |
| 1787                                     | 1790    | Jacques Picart de Noir Épinay et de la Marche            |           |                                      |

### De 1790 à 1944
Vingt-sept maires se sont succédé à la tête de la commune entre la Révolution de 1789 et la Libération en 1944.
| Période         | Période         | Identité                                        | Étiquette         | Qualité |
| --------------- | --------------- | ----------------------------------------------- | ----------------- | --- |
| février 1790    | mai 1791        | Thomas Petit du Coudray                         |                   | Bourgeois Démissionnaire |
| mai 1791        | octobre 1791    | Claude-Julien Boullemier, (1742-1797)           |                   | Prêtre, chanoine de Notre-Dame Démissionnaire |
| novembre 1791   | mars 1792       | Jacques Guillaume Simonneau                     |                   | Industriel marchand-tanneur Assassiné lors d'une émeute |
| 1792            | 1800            | Armand Clartan                                  |                   | Officier de la garde nationale d'Étampes |
| 1800            | 1808            | Charles de Bouraine                             |                   | Propriétaire |
| 1808            | janvier 1816    | Joseph Romanet                                  |                   | Chevalier de l'Empire, ancien général de brigade |
| janvier 1816    | 1826            | Pierre Louis Marie de Tullières                 |                   | Ancien capitaine d'infanterie et commandant de la garde nationale d'Étampes |
| 1826            | 1834            | Jean Gilles Boivin-Chevallier (1765-1842)       |                   | Propriétaire Conseiller d'arrondissement (1833 → 1842) Chevalier de la Légion d'honneur                                                                                             |
| 1834            | juillet 1844    | François Charles Cresté (1768-1844)             |                   | Colonel Officier de la Légion d'honneur, chevalier de l'Ordre de Saint-Louis Décédé en fonction                                                                                     |
| 1844            | 1847            | Albin-Nicolas Pommeret des Varennes (1796-1880) |                   | Avocat au barreau de Paris, propriétaire Conseiller général d'Étampes (1842 → 1848)                                                                                                 |
| 1847            | 1848            | Louis Narcisse Venard                           |                   | Notaire, maire provisoire |
| juillet 1848    | 1850            | Albin-Nicolas Pommeret des Varennes (1796-1880) |                   | Propriétaire |
| 1850            | août 1852       | M. Charpentier-Rousseau                         |                   | |
| août 1852       | août 1855       | François Hippolyte Collin Périer                |                   | |
| août 1855       | août 1860       | Albin-Nicolas Pommeret des Varennes (1796-1880) |                   | Propriétaire |
| août 1860       | septembre 1869  | Théodore Charpentier                            | Républicain       | Propriétaire Conseiller général d'Étampes (1848 → 1883) |
| septembre 1869  | août 1870       | Albin-Nicolas Pommeret des Varennes (1796-1880) |                   | Propriétaire |
| septembre 1870  | janvier 1878    | Alphonse-Philippe-Auguste Brunard (1813-1888)   |                   | Propriétaire et négociant Chevalier de la Légion d'honneur |
| janvier 1878    | novembre 1878   | Étienne-Auguste Decolange                       |                   | Décédé en fonction |
| janvier 1879    | mars 1882       | Dosithé Bourdeau                                |                   | Démissionnaire |
| mai 1882        | décembre 1883   | Théodore Charpentier                            | Républicain       | Propriétaire Député de Seine-et-Oise (1876 → 1881) Conseiller général d'Étampes (1848 → 1883) Décédé en fonction                                                                    |
| mai 1884        | janvier 1886    | Louis-Martial Hautefeuille                      |                   | Décédé en fonction |
| février 1886    | janvier 1890    | Louis-Laurent Chenu                             |                   | Avoué Décédé en fonction |
| mars 1890       | mai 1892        | Émile Lefebvre (1823-1904)                      | Conservateur      | Ancien agriculteur Conseiller général d'Étampes (1886 → 1901) Maire d'Étréchy (1852 → 1871)                                                                                         |
| mai 1892        | mai 1900        | Édouard Béliard                                 |                   | Peintre |
| mai 1900        | juillet 1911    | Frédéric Louis                                  | Républicain       | Avoué Conseiller général d'Étampes (1907 → 1913) |
| juillet 1911    | mai 1912        | Charles-Auguste Dujoncquoy                      |                   | |
| mai 1912        | 5 mai 1929      | Marcel Bouilloux-Lafont,                        | RG                | Homme d'affaires, créateur de l'Aéropostale en 1927 Conseiller général d'Étampes (1913 → 1931)                                                                                      |
| 5 mai 1929      | 24 octobre 1939 | Lucien Camus                                    | PRRRS puis PRS-CP | Médecin, franc-maçon Député de Seine-et-Oise (1936 → 1942) Maire et conseiller général de Gerbéviller (1912 → 1919) Suspendu de ses fonctions par décret du président Albert Lebrun |
| 30 octobre 1939 | 22 août 1940    | Léon Liger (1883-1949)                          | SFIO              | Ouvrier mouleur, franc-maçon Premier adjoint au maire (1935 → 1939) Maire intérimaire                                                                                               |
| 28 août 1940    | 23 août 1944    | Pierre-Ulysse Lejeune, (1885-1958)              |                   | Président fondateur de la BICS, distillateur Président de chambre au tribunal de commerce de Paris Président de la délégation spéciale                                              |

### Depuis 1944
Sept maires se sont succédé à la tête de la commune depuis la Libération.
| Période          | Période                   | Identité                          | Étiquette       | Qualité |
| ---------------- | ------------------------- | --------------------------------- | --------------- | --- |
| 23 août 1944     | 25 juillet 1956           | Barthélémy Durand (1866-1956)     | MRP (app.)      | Ancien lieutenant de vaisseau, ancien résistant Président du Comité local de libération (1944 → 1945) Conseiller général d'Étampes (1955 → 1956) Président du conseil général de Seine-et-Oise (1955 → 1956) Commandeur de la Légion d'honneur (1953) Élu en 1945, réélu en 1947 et 1953 Décédé en fonction |
| 3 septembre 1956 | 28 mars 1965              | Suzanne Vayne,                    |                 | Réélue en 1959 |
| 28 mars 1965     | 27 mars 1977              | Gabriel Barrière, (1922-2016)     | Mod.-CD         | Vétérinaire Président du district d'Étampes (1975 → ?) Suppléant du député Michel Boscher (1967 → 1968) Réélu en 1971 |
| 27 mars 1977     | 25 juin 1995              | Gérard Lefranc, (1946-2025)       | PCF             | Ingénieur informatique au journal La Marseillaise Conseiller général d'Étampes (1976 → 1982) Conseiller régional d'Ile-de-France (1979 → 1982 et 1990 → 2004) Réélu en 1983 et 1989 |
| 25 juin 1995     | 20 août 2017,             | Franck Marlin                     | RPR puis UMP-LR | Ancien directeur de cabinet Député de l'Essonne (2e circ.) (1995 → 2020) Réélu en 2001, 2008 et 2014 Démissionnaire à la suite de sa réélection comme député |
| 19 novembre 2017 | 15 mars 2018              | Jean-Pierre Colombani (1950-2024) | LR              | Chef d'établissement scolaire, professeur d'EPS Premier adjoint au maire (1995 → 2017) Ancien conseiller général d'Étampes (2001 → 2008) Président de la CA de l'Étampois Sud-Essonne (2014 → 2018) Élu à la suite d'une élection municipale partielle Démissionnaire                                       |
| 4 avril 2018,    | 5 juillet 2020            | Bernard Laplace                   | SE              | Dessinateur industriel retraité Vice-président de la CA de l'Étampois Sud-Essonne (2018 → 2020) |
| 5 juillet 2020   | En cours (au 12 mai 2025) | Franck Marlin                     | LR              | Vice-président de la CA de l'Étampois Sud-Essonne (2020 → ) |

## Conseil municipal actuel
Les 35 sièges composant le conseil municipal ont été pourvus le 28 juin 2020 à l'issue du second tour. Actuellement, il est réparti comme suit, :